# Las Canteras

Widok na Las Canteras

Las Canteras – plaża w Las Palmas (Hiszpania) po zachodniej stronie przesmyku Guanarteme łączącego La Isletę z Gran Canarią.